# 飛鳥田女王
飛鳥田女王（あすかだじょおう/あすかだのおおきみ、神亀4年（727年）ごろ - 天応2年6月9日（782年7月23日））は、奈良時代の日本の皇族。舎人親王の皇女で、淳仁天皇の姉。位階は従四位下。

## 生涯
聖武朝末期の天平19年（747年）正月、無位から従四位下に叙せられたのが記録に登場する最初である。
その後、弟の大炊王（淳仁天皇）が天皇として即位すると、天平宝字3年（759年）、その兄弟姉妹も親王と称することになり、姉の室女王とともに四品・内親王とされた。同5年（761年）10月には、保良宮への遷都の際に移転費用として、粟田女王・県犬養広刀自・陽侯女王とともに稲4万束を賜わっている。同年、近江国甲賀郡信楽郷勅旨によると保良寺を創建したとも伝えられている。
その後、淳仁の廃位により、内親王の称号と位階を剥奪されたらしく、光仁朝の宝亀4年（773年）3月、再度、無位から従四位下に昇叙している。桓武朝の天応2年（782年）6月、卒去。

## 官歴
『続日本紀』による
- 天平19年（747年）正月20日：従四位下
- 天平宝字3年（759年）6月16日：内親王宣下・四品
- 時期不詳：内親王号剥奪・無位
- 宝亀4年（773年） 3月14日：従四位下（復位）
- 天応2年（782年）6月9日：卒去